# ملاذ الحب (مسلسل)
ملاذ الحب٬ (Un refugio para el amor بالإسبانية)٬ مسلسل مكسيكي٬ بطولة زوريا فيغا وغابريل سوتو.
بدأ عرض المسلسل في العالم العربي يوم 19 نوفمبر 2015 على قناة أبوظبي دراما.

## روابط خارجية
- ملاذ الحب على موقع IMDb (الإنجليزية)
- ملاذ الحب على موقع كينوبويسك (الروسية)
- ملاذ الحب على موقع قاعدة بيانات الفيلم (الإنجليزية)